# Park Ye-Jin (triatleta)
Park Ye-Jin (2000) es una deportista surcoreana que compite en triatlón. Ganó una medalla de plata en los Juegos Asiáticos de 2018, y una medalla de bronce en el Campeonato Asiático de Triatlón de 2019.

## Palmarés internacional
| Juegos Asiáticos    | Juegos Asiáticos         | Juegos Asiáticos  | Juegos Asiáticos |
| Año                 | Lugar                    | Medalla           | Prueba           |
| ------------------- | ------------------------ | ----------------- | ---------------- |
| 2018                | Palembang (Indonesia)    | Medalla de plata  | Relevo mixto     |
| Campeonato Asiático |                          |                   |                  |
| Año                 | Lugar                    | Medalla           | Prueba           |
| 2019                | Gyeongju (Corea del Sur) | Medalla de bronce | Relevo mixto     |